# Özönvíz előtt (dokumentumfilm)
Az Özönvíz előtt (eredeti címén: Before the Flood) egy 2016-ban bemutatott amerikai dokumentumfilm, melyet az Oscar-díjas színész és környezetvédelmi aktivista, Leonardo DiCaprio a National Geographicnak forgatott éghajlatváltozásról szóló alkotása, amely a Föld megmentésére keresi a választ.  
Az Özönvíz előtt az elmúlt évek legnézettebb dokumentumfilmje lett.

## Előzmények
DiCapriót 2015-ben a film elkészítésére az a tény ihlette, hogy a klímaváltozásról már több mint egy évtizede lehet hallani a világban, de mintha mégsem történne semmi ellenlépés. A színész miközben az ember és a természet harcáról szóló A visszatérő című film forgatásán dolgozott, elgondolkodott a jövővel kapcsolatban és elhatározta, ismét felhívja a lényegtelen dolgokra koncentráló emberek figyelmét erre a fontos kérdésre.

## Bemutatása
A klímaváltozás kérdéseivel foglalkozó fílmet 2016. szeptember 6-án mutatták be először a Torontói Nemzetközi Filmfesztiválon. 2016. október 30-án a 171 országban és 45 nyelven bemutatott tévés világpremiert követően, a téma fontosságára való tekintettel a National Geographic ingyen elérhetővé tette a filmet, amely felkerült a NatGeo YouTube-csatornájára, így ettől kezdve széles körben bárki megtekintheti, magyar szinkronnal is.

## Tartalom
A produkcióban az ENSZ békenagyköveti tisztségét is betöltő DiCaprio, a világ különböző régióiba látogat, hogy feltárja az emberiség okozta globális felmelegedés hatását és arra keresi a választ, hogy miként lehetne megállítani, vagy legalább mérsékelni a klímaváltozást és megmenteni az eltűnés szélére került állatfajokat, ökoszisztémákat és őslakos közösségeket. A megelőzés, a kilátások és a várható eredmények mellett, a film negatív és pozitív példákat egyaránt bemutat. Például az Egyesült Államokban sajnos vannak olyan politikai erők, ahol nagyon sok pénzt fektetnek abba, hogy elbagatellizálják, sőt tagadják a globális felmelegedés tényét és hogy ezt a nézetet terjesszék. De vannak olyan országok is, melyek már elindultak a „fenntartható jövő” útján.
DiCaprio a film főszereplője és narrátora, neves közéleti személyiségekkel és aktivistákkal beszélget arról, miként lehetne fenntartható módon átalakítani napjaink gazdasági rendszereit. Interjúalanyai között olyan híres emberek szerepelnek, mint Barack Obama, Bill Clinton, John Kerry, Pan Gimun, Ferenc pápa, a NASA vezető kutatói, valamint olyan lelkes és elkötelezett közösségvezetők és aktivisták, akik a Föld megmentéséért dolgoznak, helyi és globális szinten. DiCaprio filmjében egy meglepően személyes monológgal nyit, amelyben arról beszél, hogy gyermekkorában egy „lidérces” festmény lógott az ágya fölött. Többször is hivatkozik a 15. századi holland festő  Hieronymus Bosch egyik legismertebb művére, a Gyönyörök kertje című hármas oltárképére. 
A szárnyas oltár első részén Ádám és Éva, középső paneljén nyüzsgő tömeggel teli tájkép, a harmadikon pedig a pokol látható:

Hieronymus Bosch Gyönyörök kertje című oltárképe (1480 és 1505 között).

 Gyermekként nem értettem meg mindennek a jelentését, de úgy képzeltem, hogy ez egy bolygó, és egy nekünk szánt utópia a túlnépesedésről, a mértéktelenségről, a harmadik panelen látható befeketedett égbolt pedig azt juttatja eszembe, ami a környezetünkkel történik
 Többé nem hunyhatjuk be a szemünket a jelenséggel kapcsolatban, remélve, hogy majd csak megoldódik magától a dolog. Abban bízom, hogy a film ébresztőként szolgál majd és rádöbbenti az embereket, hogy a vesztünkbe rohanunk, ha nem cselekszünk.

## Szereplők
| Híres ember             | Magyar hang     | Leírás                                                                               |
| ----------------------- | --------------- | ------------------------------------------------------------------------------------ |
| Leonardo DiCaprio       | Hevér Gábor     | Oscar-díjas színész, az ENSZ békenagykövete.                                         |
| Barack Obama            | Jakab Csaba     | Az Egyesült Államok akkori elnöke.                                                   |
| John Kerry              | Fazekas István  | Az Egyesült Államok korábbi külügyminisztere.                                        |
| Dr. Piears Sellers      | Rosta Sándor    | Amerikai meteorológus, űrhajós.                                                      |
| Alejandro González      | Potocsny Andor  | A visszatérő című film rendezője.                                                    |
| Pan Gimun               | Németh Gábor    | Az ENSZ dél-koreai volt főtitkára, a filmben helytelenül nevét Ban Kimunnak mondják. |
| Donald Trump            | Németh Gábor    | Az Egyesült Államok akkori elnök jelöltje.                                           |
| Elon Musk               | Seder Gábor     | A Tesla és a SpaceX vezérigazgatója.                                                 |
| Michael Brune           | Kisfalusi Lehel | A Sierra Club ügyvezető igazgatója.                                                  |
| Johan Rockström         | Kisfalusi Lehel | Svéd tudós.                                                                          |
| Marc Mageau             | Bolla Róbert    | A Suncor Energy kátrányhomok bányászatára szakosodott embere.                        |
| Dr. Enric Sala          | Harcsik Róbert  | A National Geographic felfedezője.                                                   |
| Gidon Eshel             | Harcsik Róbert  | Amerikai geofizikus.                                                                 |
| Ferenc pápa             | Kajtár Róbert   | A katolikus egyház pápája.                                                           |
| Jake Awa                | Bartók László   | Északi-sarki idegenvezető, inuit.                                                    |
| Jason Box               | Bordás János    | Amerikai glaciológus                                                                 |
| Tommy E. Remengesau Jr. | Bordás János    | Palaui politikus.                                                                    |
| Philip Levine           | Turi Bálint     | Miami Beach polgármestere.                                                           |
| Dr. Michael E. Mann     | Kapácsy Miklós  | Amerikai klimatológus és geofizikus.                                                 |
| Bill Clinton            | Tokaji Csaba    | Az Egyesült Államok 41. elnöke.                                                      |
| Joe Barton              | Tokaji Csaba    | Republikánus politikus.                                                              |
| James Inhofe            | Papucsek Vilmos | Republikánus politikus, a Környezetvédelmi Bizottság elnöke.                         |
| George Bush             | Várkonyi András | Az Egyesült Államok korábbi elnöke.                                                  |
| Fred Singer             | Várkonyi András | Osztrák származású amerikai fizikus                                                  |
| Marco Rubio             | Szrna Krisztián | Az Egyesült Államok szenátora.                                                       |
| Ma Jun                  | Szokol Péter    | Kínai környezetvédő, az Insistue of Public and Enviromental Affairs elnöke.          |
| Alvin Lin               | Renácz Zoltán   | A kínai éghajlat és energia politikai igazgatója.                                    |
| Sunita Narain           | Simonyi Réka    | Indiai környezetvédő és politikai aktivista.                                         |
| Jeremy Jackson          | Csuha Lajos     | Tengeri ökológus.                                                                    |
| Anote Tong              | Törköly Levente | Kiribati elnöke.                                                                     |
| Lindsey Allen           | Csuha Bori      | Ügyvezető igazgató, Rainforest Action Network.                                       |